# Megajapyx
Megajapyx es un género de Diplura en la familia Japygidae.

## Especies
- Megajapyx aharonii (Verhoeff, 1923)
- Megajapyx gigas (Brauer, 1869)
- Megajapyx lagoi (Silvestri, 1931)
- Megajapyx rhodianus Silvestri, 1933
- Megajapyx solerii (Silvestri, 1931)